# Port lotniczy Maroua
Port lotniczy Maroua (IATA: MVR, ICAO: FKKL) – port lotniczy położony 15 km na południowy zachód od Maroua, w Kamerunie. 

## Linie lotnicze i połączenia
| Linia Lotnicza | Kierunek            |
| -------------- | ------------------- |
| Camair-Co      | 1. Douala 2. Jaunde |